# Rysslands herrjuniorlandslag i ishockey
Rysslands herrjuniorlandslag i ishockey tog sitt första J-VM-guld 1999. Man vann även turneringen 2002, 2003 och 2011.
I samband med Rysslands invasion av Ukraina i februari 2022 beslutade sig Internationella ishockeyförbundet för att stänga av Ryssland och Belarus från allt internationellt spel.

### Fotnoter
1. ↑  ”Championnat du monde des moins de 20 ans 1998/99” (på franska). Hockeyarchives. 30 juli 1999. http://www.passionhockey.com/hockeyarchives/U-20_1999.htm. Läst 26 juli 2015.
2. ↑  ”Championnats du monde des moins de 20 ans 2001/02” (på franska). Hockeyarchives. 30 juli 2002. http://www.passionhockey.com/hockeyarchives/U-20_2002.htm. Läst 26 juli 2002.
3. ↑  ”Championnat du monde des moins de 20 ans 2002/03” (på franska). Hockeyarchives. 30 juli 2003. http://www.passionhockey.com/hockeyarchives/U-20_2003.htm. Läst 26 juli 2003.
4. ↑  ”Championnat du monde des moins de 20 ans 2010/11” (på franska). Hockeyarchives. 30 juli 2011. http://www.passionhockey.com/hockeyarchives/U-20_2011.htm. Läst 26 juli 2011.
5. ↑  Simon Norberg (28 februari 2022). ”Ryssland och Belarus stängs av från allt internationellt spel” (på svenska). SVT Sport. https://www.svt.se/sport/ishockey/klart-ryssland-och-belarus-stangs-av-fran-allt-internationellt-spel. Läst 2 december 2022.